# بال‌نواری کوانای
بال‌نواری کوانای (نام علمی: Aeolothrips kuwanaii) نام یک گونه از سرده ریشک‌بال‌های بال‌نواری است.